# Oscinella nitidissima
Oscinella nitidissima är en tvåvingeart som först beskrevs av Johann Wilhelm Meigen 1838.  Oscinella nitidissima ingår i släktet Oscinella och familjen fritflugor. Arten är reproducerande i Sverige. Inga underarter finns listade i Catalogue of Life.